# 柳沢駅 (青森県)
柳沢駅（やなぎさわえき）は、青森県上北郡六戸町にあった十和田観光電鉄線の駅（廃駅）である。

## 歴史
- 1932年（昭和7年）12月1日：開業。
- 2008年（平成20年）3月1日：旧・十和田観光電鉄を「とうてつ」に事業譲渡し、新・十和田観光電鉄に商号変更させた上で新会社による運営に伴い、同駅の管理を新会社に継承。
- 2012年（平成24年）4月1日：鉄道廃止により、廃駅となる。

## 駅構造
単式ホーム1面1線を有する地上駅。駅舎はなく、待合室が設置されている。無人駅。

## 駅周辺
駅の北を青森県道10号三沢十和田線が東西に走る。また、駅の南側には町営桜ケ丘住宅があったが、老朽化のためそのほとんどが取り壊されている。

## バス路線
十鉄バス
- 三沢 - 六戸（上吉田）線

2010年（平成22年）4月1日のダイヤ改正より、上記路線の柳沢駅への乗り入れを開始したが、2020年（令和2年）のダイヤ改正をもって､三沢 - 六戸（上吉田）線廃止。

## 隣の駅
十和田観光電鉄
十和田観光電鉄線
大曲駅 - 柳沢駅 - 七百駅